# Westworld (3.ª temporada)
A terceira temporada de Westworld (intitulada The New World) foi anunciada pela HBO em maio de 2018. Jonathan Nolan e Lisa Joy continuam como showrunners e produtores executivos. A terceira temporada estreou em 15 de março de 2020, consistindo em oito episódios.

## Premissa
A terceira temporada ocorre cerca de três meses após os eventos da segunda temporada, com Dolores escapando de Westworld junto com cinco núcleos de processamento ("pérolas") contendo a consciência de anfitriões do parque, incluindo Bernard. Residindo numa Los Angeles futurista em 2058, Dolores desenvolve um relacionamento com Caleb e começa a aprender como seres artificiais e as pessoas comuns são tratadas no mundo real. Enquanto isso, Maeve se encontra em outra parte do parque, o War World, que simula uma vila da Itália Fascista durante a Segunda Guerra Mundial. William, que também conseguiu deixar Westworld, agora vive atormentado por visões de sua filha Emily e Dolores.

## Elenco e personagens

### Recorrente e convidados
- John Gallagher Jr. como Liam Dempsey Jr.[14]
- Tommy Flanagan como Martin Conells/ Dolores Abernathy[15]
- Rodrigo Santoro como Hector Escaton/ Ettore[16]
- Simon Quarterman como Lee Sizemore[17]
- Katja Herbers como Emily[18]
- Hiroyuki Sanada como Musashi/Sato/Dolores Abernathy[19]
- D. B. Weiss como Dan[20]
- David Benioff como Dave[20]
- Lena Waithe como Ash[21]
- Marshawn Lynch como Giggles[22]